# Polizeidirektion Hannover

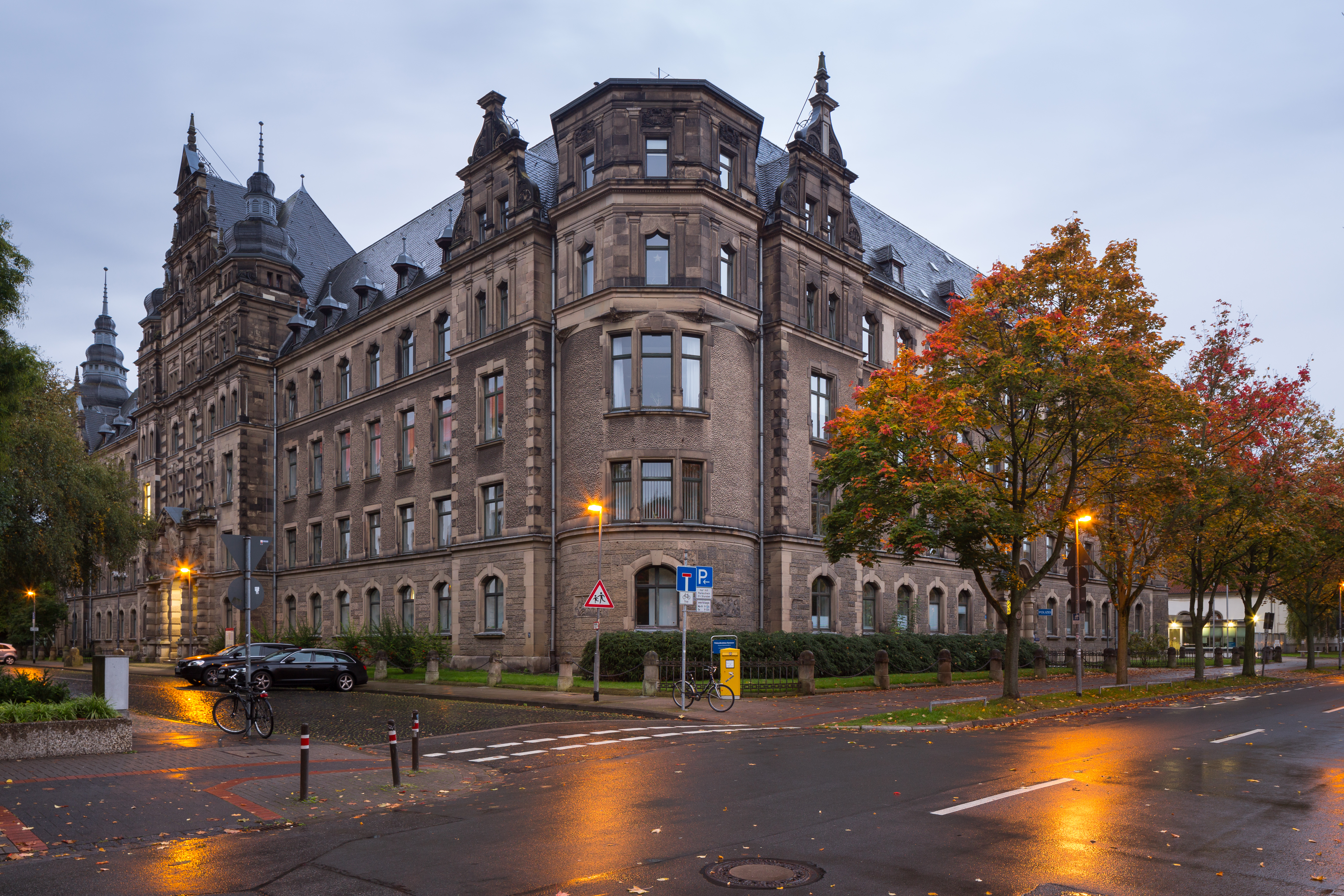
Historisches Hauptgebäude der Polizeidirektion Hannover, 1903 als Königlich Preußisches Polizeipräsidium errichtet

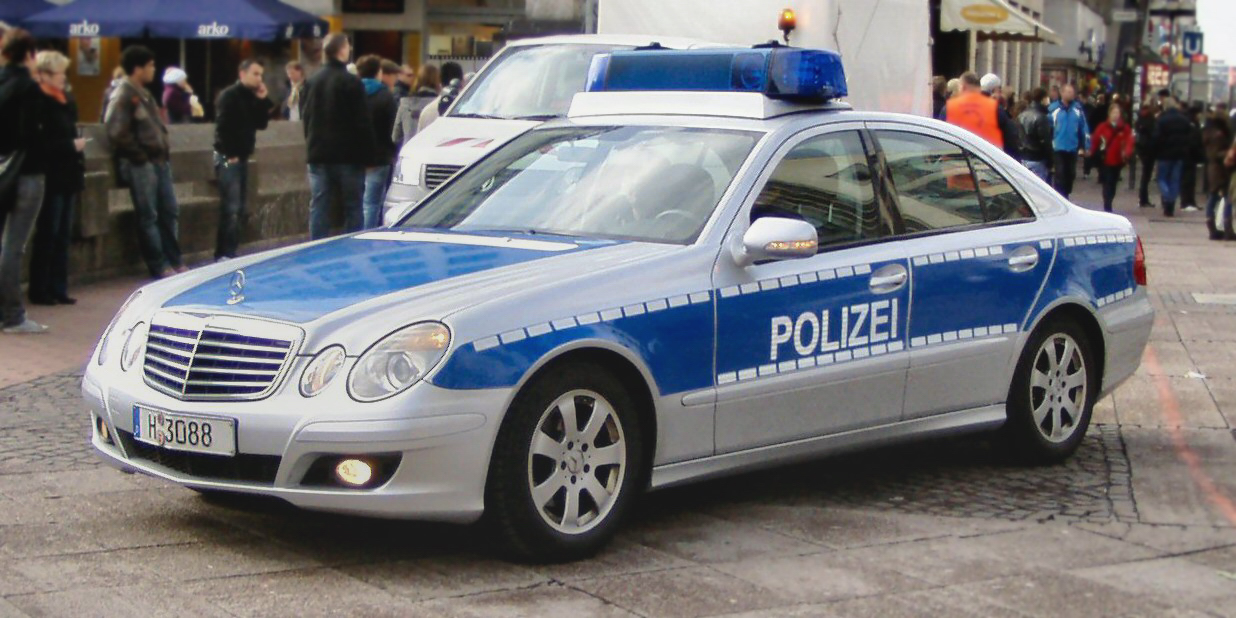
Funkstreifenwagen der Polizeidirektion Hannover

Die Polizeidirektion Hannover (PD Hannover) ist eine von sechs regionalen Polizeidirektionen der Polizei Niedersachsen mit Sitz in der Landeshauptstadt Hannover. Sie ist für die Stadt Hannover sowie die Region Hannover zuständig und dem Niedersächsischen Ministerium für Inneres und Sport nachgeordnet.

## Geschichte

### Entstehung
Nach der Konvention von Artlenburg ordnete die französische Besatzungsmacht 1809 die Gründung der Polizeidirektion Hannover als Sonderbehörde an. Ihr Zuständigkeitsgebiet reichte über die Stadt hinaus. Außerdem war die Polizeieinrichtung mit weitreichenden Vollmachten gegenüber andern Polizeibehörden ausgestattet. Nach der Völkerschlacht bei Leipzig zogen die Franzosen 1813 ab und die Polizeidirektion wurde der Stadt Hannover unterstellt und in Polizeiinspektion umbenannt.
Als 1821 eine neue städtische Verfassung in Kraft trat, wurde der Bürgermeister zum Leiter der Polizei. Nach der Bildung der Landdrostei Hannover 1823, der späteren Bezirksregierung Hannover, wurde die Polizei als Polizeidirektion Hannover dieser Behörde untergeordnet. 1846 wurde die Polizeidirektion von der Stadtverwaltung abgetrennt und bekam eine zusätzliche Aufgabe als Sicherheitspolizei. Bei der Revolution von 1848/49 ging die Polizeigewalt wieder an die Stadt zurück. Erst 1855 wurde die Polizeidirektion endgültig staatlich, als sie dem Königreich Hannover unterstellt wurde. 1859 nannte sich die Behörde Generalpolizeidirektion, die mit landespolizeilichen Aufgaben aufgewertet wurde.

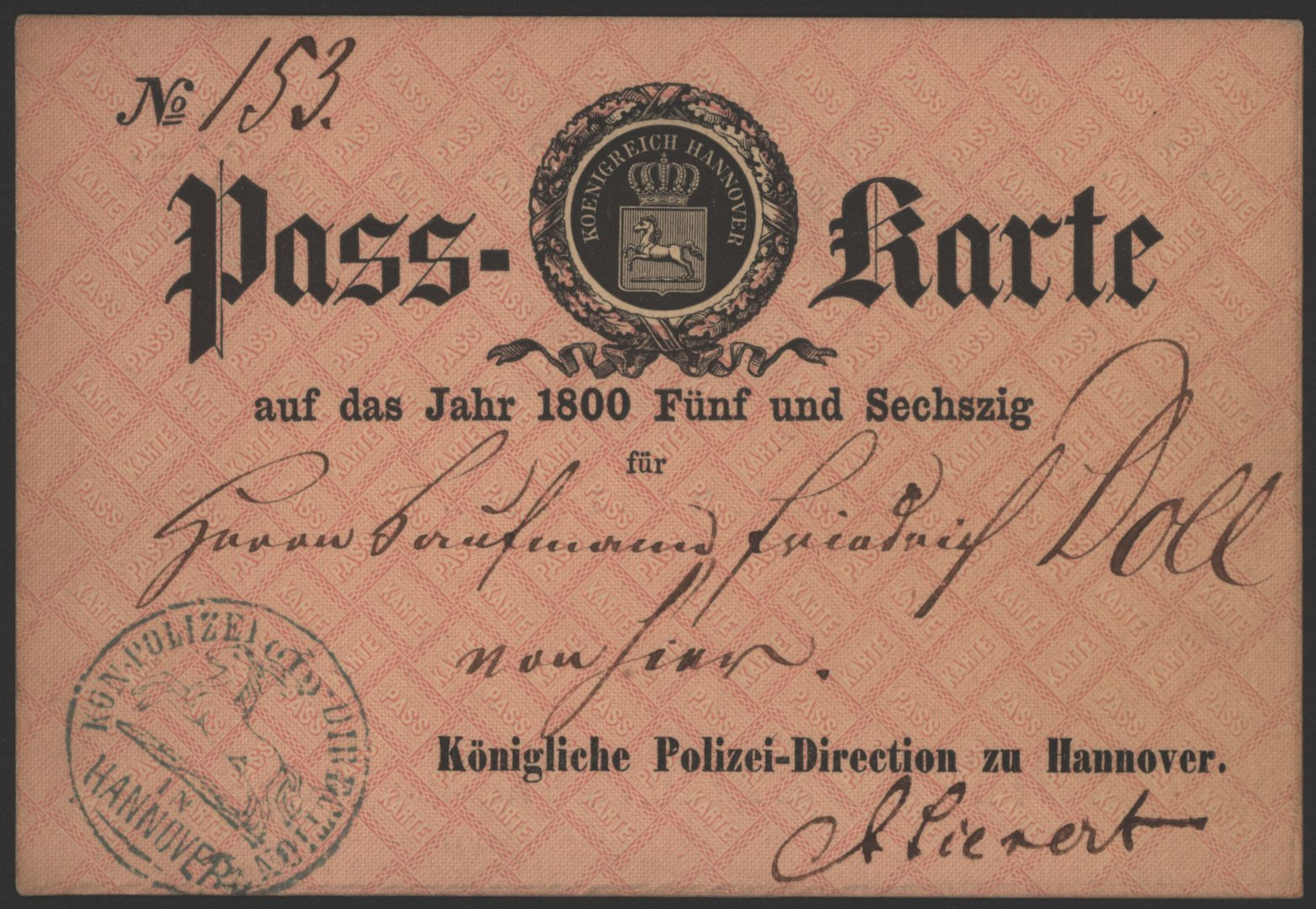
Königlich Hannoversche Pass-Karte von 1865 für den Kaufmann Friedrich Doll;
unterzeichnet von Adolf Sievert für die Königliche Polizei-Direction zu Hannover

Nach der Annexion des Königreichs Hannover 1866 durch Preußen wurde die Generalpolizeidirektion umbenannt in Königlich-Preußisches Polizeipräsidium.

### 20. Jahrhundert

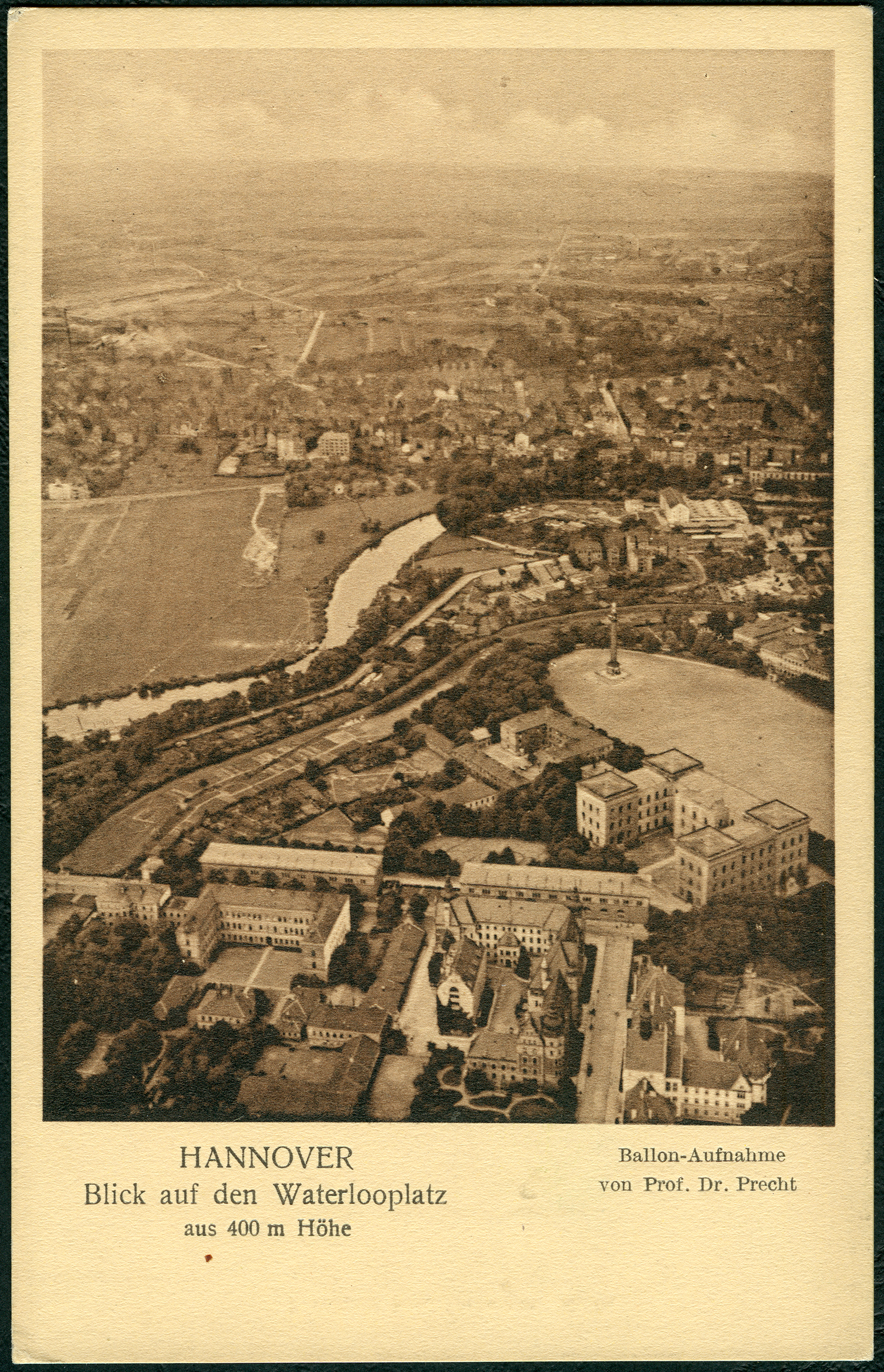
Luftbildaufnahme aus einem Heißluftballon von Julius Precht mit Blick auf den Waterlooplatz, die Polizeidirektion und den späteren Schützenplatz;
Ansichtskarte Nr. K 29 von F. Astholz jun., um 1910

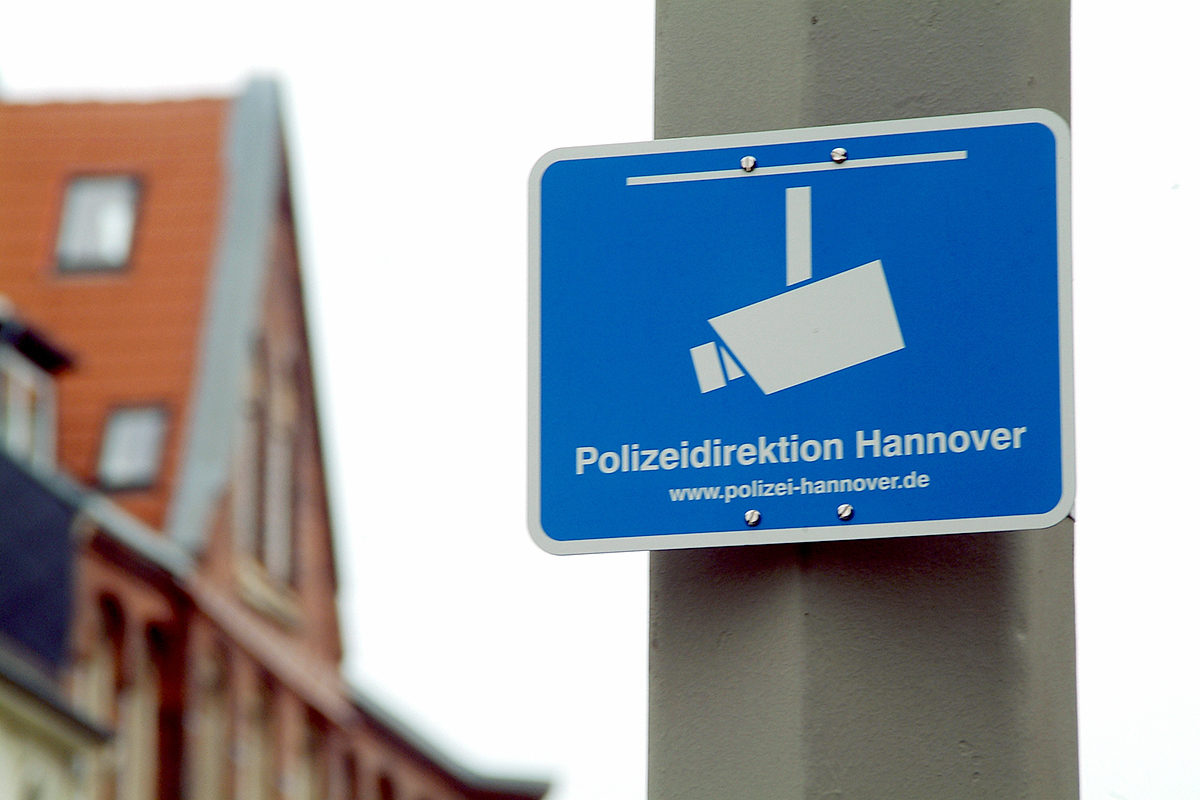
Hinweisschild zur Videoüberwachung in der Goethestraße in Hannover

Aufgrund der Enge der Diensträume in der Brandstraße entstand zwischen 1900 und 1903 nahe dem Waterlooplatz ein monumentaler und schlossartiger Neubau als neuer Dienstsitz. Nach der Fertigstellung beschäftigte die hannoversche Polizei in dem Gebäude 1903 rund 550 Polizeibeamte, von denen etwa 430 für die Schutzpolizei, etwa 40 für die Kriminalpolizei und rund 80 für die Polizeiverwaltung tätig waren.
Zu Beginn der Weimarer Republik wurden 1919 die Gebäude der ehemals zur Militärausbildung errichteten Königlich Hannoverschen Cadettenanstalt in die Nutzung durch das Polizeipräsidium einbezogen.
1925 war der Personalbestand der Polizeidirektion auf rund 1500 Schutzpolizisten und etwa 185 Kriminalbeamte angewachsen.
Nach der Machtergreifung 1933 durch die Nationalsozialisten wurde Polizeipräsident Erwin Barth seines Amtes enthoben. Als 1934 im Zuge der sogenannten Gleichschaltung die Polizeihoheit der Länder aufgehoben wurde, wurde die Behörde Teil der Reichspolizei. Die anfangs 42, später 100 Mitarbeiter umfassende Gestapo-Stelle in Hannover rekrutierte sich überwiegend aus hannoverschen Polizeibeamten.
Es gab bei den hannoverschen Polizisten aber auch Sympathisanten mit den verfolgten Sozialdemokraten und deren Widerstandsorganisationen. Der in der Sozialistischen Front organisierte Verbindungsmann der SPD zu einzelnen Polizisten war der vor allem in Ricklingen tätige Wilhelm Hahn junior.
Gegen Ende des Zweiten Weltkriegs kam es kurz vor dem Einmarsch amerikanischer Truppen am 10. April 1945 in Hannover zu chaotischen Verhältnissen, da Bürger und befreite Zwangsarbeiter plündernd durch die Stadt zogen. Die britische Besatzungsmacht rekrutierte innerhalb weniger Tage eine neue Polizeitruppe, um die Ordnung wiederherzustellen. Später baute die britische Militärregierung das Polizeiwesen in Hannover wieder auf und kommunalisierte es, wie in der gesamten britischen Besatzungszone. Die Polizeidirektion stand zunächst unter Aufsicht des Oberbürgermeisters, später wurde sie von einem Polizeiausschuss kontrolliert. Ab 1951 kam die Polizeibehörde unter staatliche Aufsicht des Landes Niedersachsen.
1975 erhielt die Behörde die Spezialeinheiten Mobiles Einsatzkommando und Spezialeinsatzkommando. Ab 1978 waren Kontaktbereichsbeamte für den Bürger im Einsatz. 1983 geriet die Polizeidirektion wegen der Punker-Kartei in die Kritik. Seit 2004 gehört das gesamte Gebiet der Region Hannover zum Zuständigkeitsbereich der Polizeidirektion Hannover.

## Spektakuläre Kriminalfälle

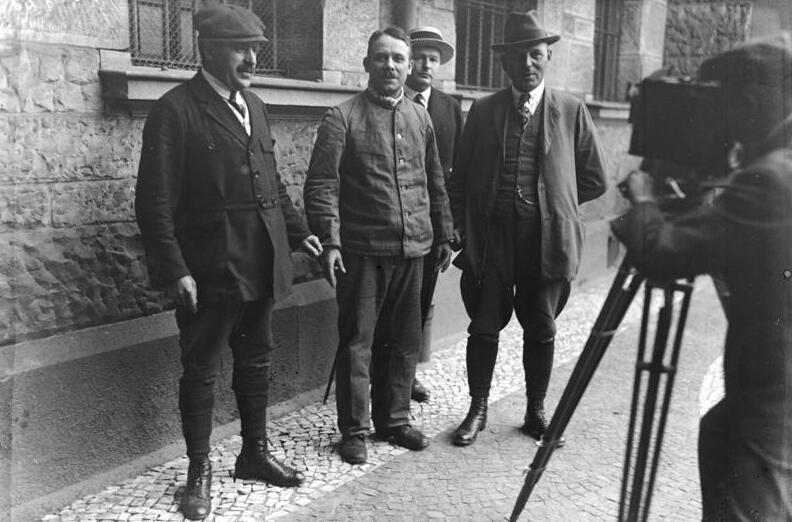
Fritz Haarmann mit hannoverschen Polizeibeamten vor dem heutigen Büro des Leiters des Polizeigewahrsams

- 1918–1924: Serienmorde an 24 Jungen durch Fritz Haarmann
- 1972: Festnahme der RAF-Terroristen Ulrike Meinhof und Gerhard Müller in Langenhagen
- 1975–1977: Funde von Leichenteilen in Hannover und Umgebung, die mindestens sechs unbekannten Opfern zugeordnet werden müssen
- 1987: Ermordung von zwei SEK-Beamten mit Schusswaffen durch drei flüchtige Straftäter
- 1989: Autobombenanschlag der irischen Terrorvereinigung IRA mit Tötung eines britischen Soldaten
- 2000: Festnahme eines Serienvergewaltigers („Balkonmonster“)[4] in Langenhagen

## Größere Polizeieinsätze und Katastrophenfälle
- 1956: Halbstarkenkrawalle in der Innenstadt
- 1969: Zugunglück von Linden durch Explosion von Bundeswehr-Munition eines Güterzuges auf dem Bahnhof Linden mit 12 getöteten Bahn- und Feuerwehrangehörigen
- 1969: Roter-Punkt-Aktionen in der Innenstadt
- 1995: Chaostage in der Nordstadt[5]
- 2000: Expo 2000 auf dem Messegelände Hannover
- 2006: Fußball-Weltmeisterschaft 2006 mit dem Spielort AWD-Arena
- 2008: Brand eines Reisebusses auf der BAB 2 bei Garbsen mit 20 Toten
- 2016: Eröffnung der Hannover-Messe durch US-Präsident Barack Obama mit 5000 Beamten[6]

## Dienstgebäude
Das erste Dienstgebäude bei der Gründung 1809 befand sich in der Burgstraße. Nach dem Abzug der Franzosen 1813 wurde der Dienstsitz in die Leinstraße verlegt. 1821 kehrte man in die Burgstraße zurück. Ab 1850 residierte die Polizeidirektion in einem Fachwerkgebäude in der Brandstraße. Um 1860 bestand ein Nebenbüro im Altstadtrathaus. Nach 50-jähriger Nutzung war Ende des 19. Jahrhunderts das Dienstgebäude durch den starken Kriminalitätsanstieg vollkommen überlastet und ein großer Neubau war überfällig. Die Kriminalitätssteigerung beruhte auf der außergewöhnlich starken Bevölkerungszunahme Hannovers ab der Gründerzeit.

### Neubau 1903

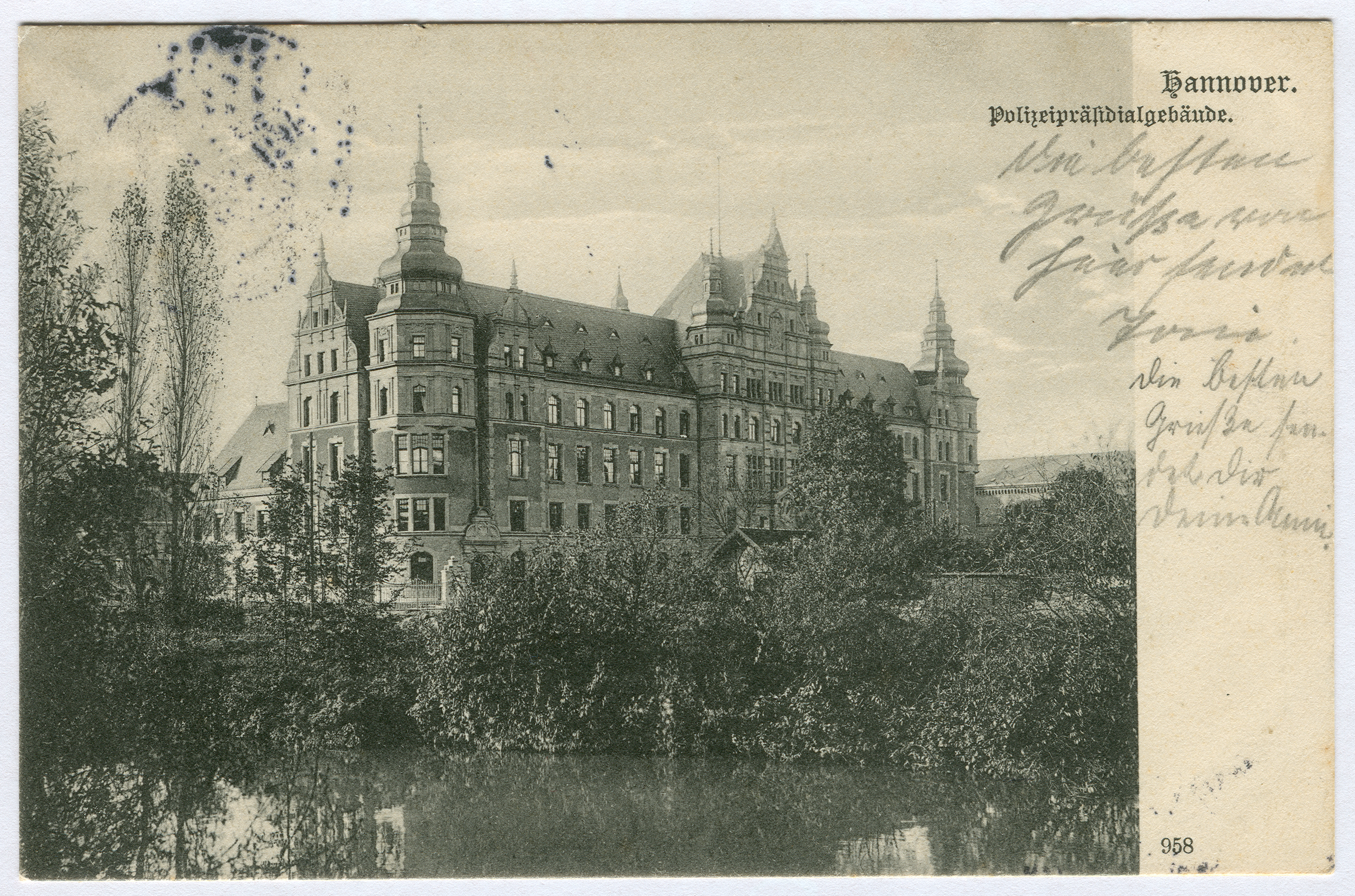
Polizeipräsidium um 1905

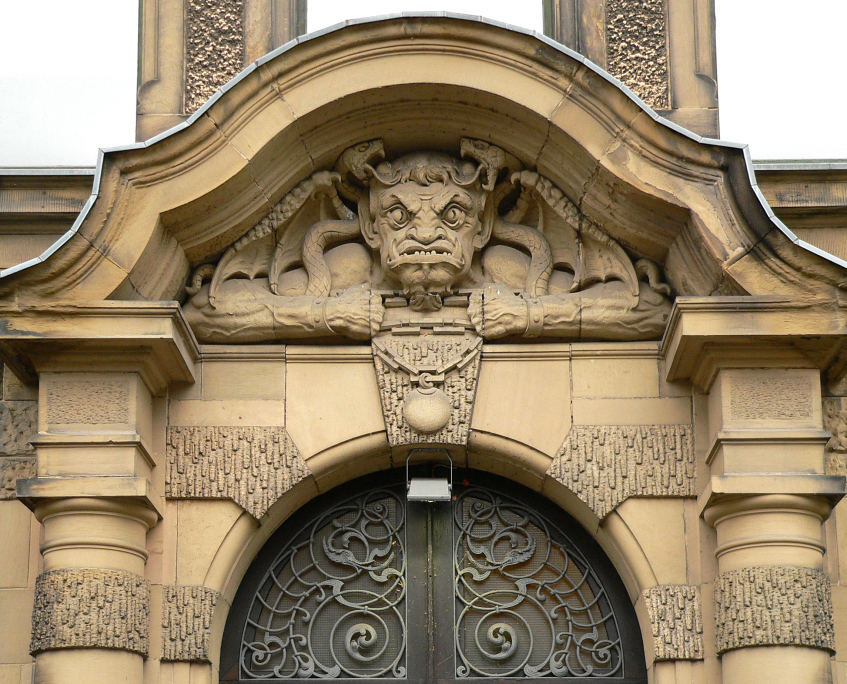
Fratzenkopf über einer Eingangstür

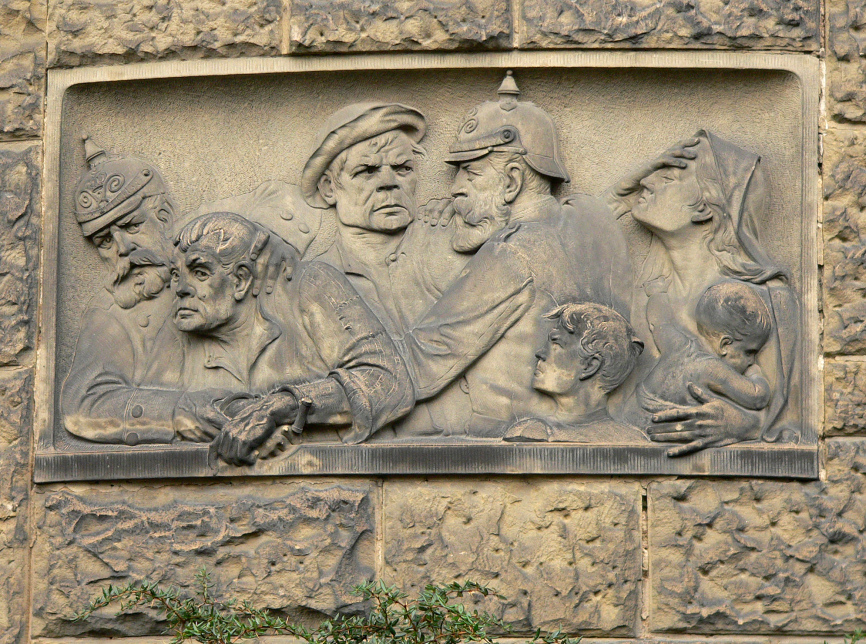
Bildliche Darstellung an der Sandsteinfassade: Die Polizei im Kampf gegen das Verbrechertum

In den Jahren von 1900 bis 1903 errichteten die Architekten Edwin Gilowy und Paul Kieschke das heutige Hauptgebäude der Polizeidirektion Hannover als Königlich Preußisches Polizeipräsidium in der Hardenbergstraße nahe dem Waterlooplatz. Als Baugrund wurde ein Grundstück südlich des Stadtzentrums ausgewählt, das im Überschwemmungsgebiet der Leine lag. Daher war eine Pfahlgründung notwendig, bei der 2224 Buchenstämme sechs Meter tief in den lehmigen und tonigen Untergrund gerammt wurden. Darüber wurde eine Betonschicht von 1,2 m Stärke gegossen. Das 11.000-m²-Grundstück befand sich in staatlichem Besitz, so dass die Kosten für einen Grundstückskauf entfielen. Ursprünglich gehörte es zum königlichen Besitz und war über Jahrhunderte Hannovers Lagerplatz für angeflößtes Holz auf der Leine.
Das Polizeipräsidium entstand als fünfstöckiges bis zu 35 m hohes Bauwerk auf 2500 m² Grundfläche. Es verfügte über ein mehrstöckiges Polizeigefängnis mit 78 Zellen, das noch heute für die Ingewahrsamnahme genutzt wird. Das Gebäude war als prachtvolles, repräsentatives Gebäude geplant und sollte naheliegenden Monumentalbauten (Landesmuseum, Neues Rathaus, Kestnermuseum) gleichkommen. Durch Erker, Ecktürme und Türme im schiefergedeckten Dachbereich erhielt das Polizeipräsidium einen schlossartigen Charakter. Die Fassade ist mit Sandstein verkleidet und weist aufwendigen Zierrat im Stil der deutschen Neo-Renaissance auf. Der Baustil weist auch andere Elemente auf, die dem Historismus, Manierismus und dem Barock entlehnt sind. Ebenso aufwändig und schmuckreich wie das Gebäudeäußere ist das Innere gestaltet. Es gibt eine imposante Eingangshalle und die Tonnengewölbe der Gänge im Inneren sind bemalt. Kunstvoll gestaltete Steinplastiken und Reliefs am und im Gebäude stellen verschiedene Motive dar, zum Beispiel die Polizei im Kampf gegen das Verbrechen, Justitia mit verbundenen Augen, Verbrecherdarstellungen und Fratzen mit angsteinflößender Mimik.
Nach der Fertigstellung waren im Polizeipräsidium rund 550 Beamte tätig. Die Baukosten in Höhe von 1,158 Millionen Reichsmark wurden vom Preußischen Staat als Bauherrn getragen. Die drei Jahre Bauzeit waren trotz eines Arbeiterstreiks eine Rekordbauzeit.
Im Zweiten Weltkrieg wurde bei einem der Luftangriffe auf Hannover das Gebäude am 26. Juli 1943 durch eine Fliegerbombe beschädigt und Dachteile gerieten in Brand. Insgesamt waren die Schäden eher gering. Heute steht das Gebäude unter Denkmalschutz. Bereits 1985 stellte das Niedersächsische Landesamt für Denkmalpflege Schäden an der Fassade vor allem durch einen schwarzen Schmutzfilm fest. Die Fassade des einst vom Architekten als „hell strahlende Perle der Monumentalbauten um den Maschpark“ beschriebene Gebäude war dunkel geworden. 1992 wurden die Kosten für eine Fassadenrenovierung auf 5,7 Millionen DM geschätzt.

### Erweiterungsbauten

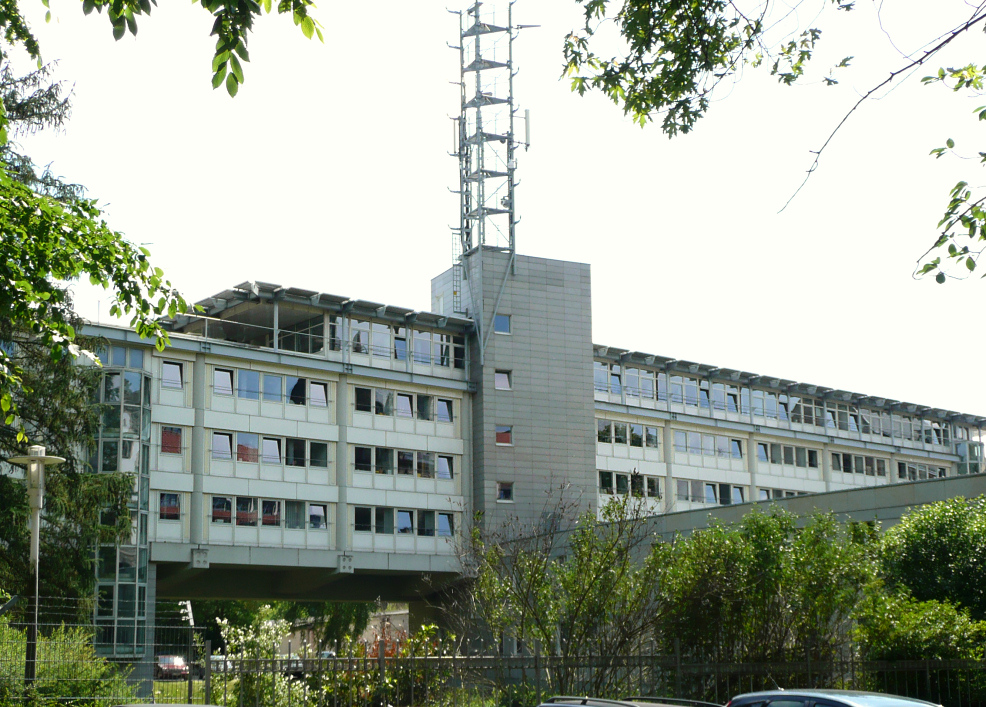
Erweiterungsbau von 1998 auf dem Grundstück des Hauptgebäudes von 1903

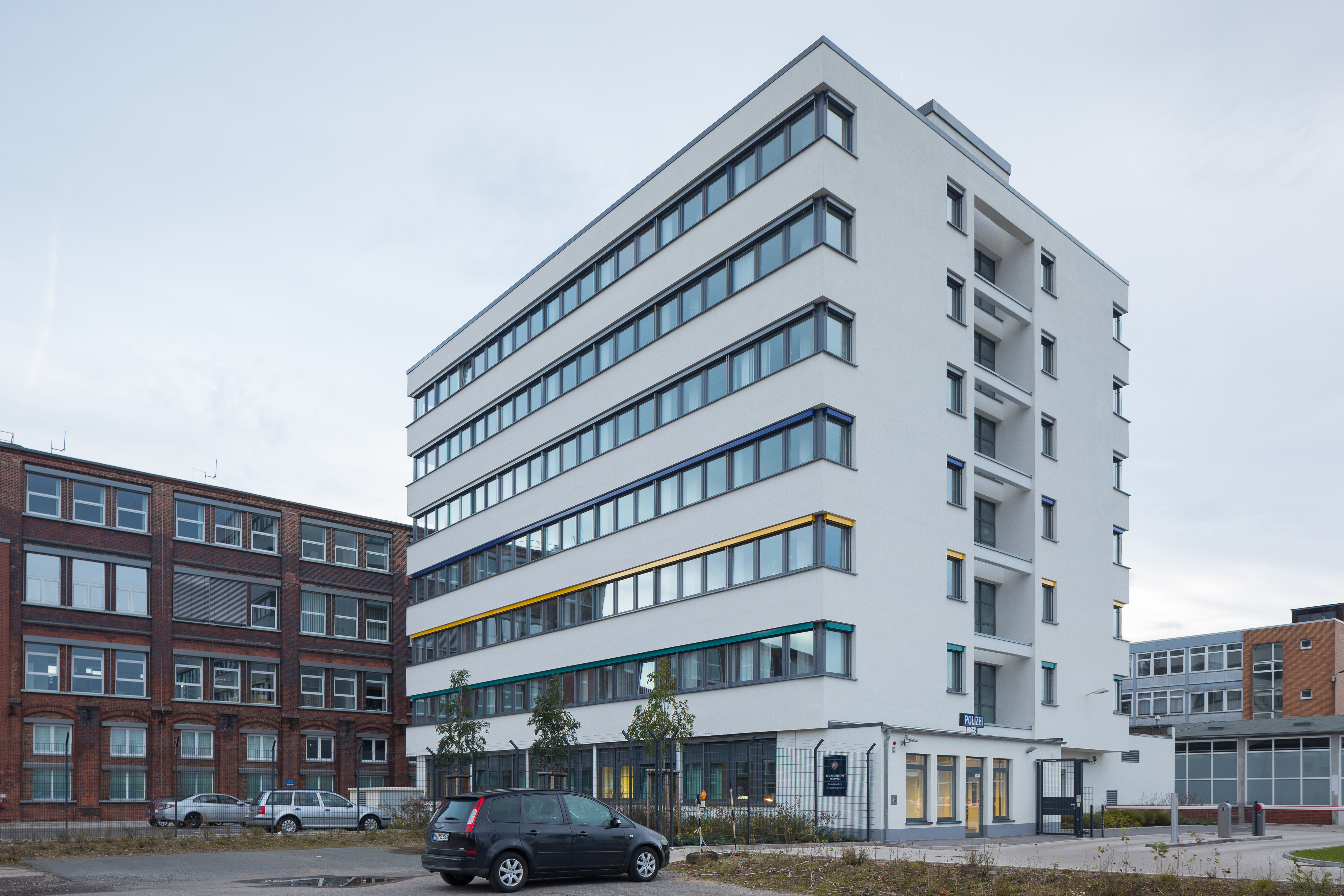
Dienstgebäude auf dem Hanomag-Gelände

Anfang der 1970er Jahre wurden wegen der Enge im Hauptgebäude an der Hardenbergstraße Räumlichkeiten in der Jordanstraße angemietet; Ende 1973 bis Anfang 1974 fand der Umzug der meisten hannoverschen Kriminaldienststellen von der Hardenbergstraße zur Jordanstraße statt. Der Standort Jordanstraße wurde 1987 aufgegeben, da die Mitarbeiter ein Hochhaus auf dem ehemaligen Industriegelände der Maschinenfabrik Hanomag bezogen. In Anbetracht des großen Polizeieinsatzes zur Expo 2000 kam es neben dem Hauptgebäude an der Hardenbergstraße zu einem Erweiterungsbau, der 1998 fertiggestellt wurde. Auf dem Grundstück entsteht seit 2023 ein weiterer Neubau.

## Organisation und Führungspersonal
Die Polizeidirektion Hannover ist mit ihren rund 4100 Mitarbeitern dem Niedersächsischen Ministerium für Inneres und Sport nachgeordnet. Die Behörde war lange Zeit nur für das Gebiet der Großstadt Hannover zuständig, umfasst aber heute als Flächendienststelle die Region Hannover. Die gegenwärtige (2020) Struktur der Polizeiorganisation entstand durch eine Umstrukturierung, die am 1. Juli 2020 vollzogen wurde. Dabei wurden die bisherigen vier Polizeiinspektionen in der Großstadt zu einer zusammengefasst und die Polizeiinspektion Besondere Dienste geschaffen.
Heute (2020) ist die Polizeidirektion Hannover neben einem Stabsbereich in den Zentralen Kriminaldienst (ZKD) sowie vier Polizeiinspektionen (PI) untergliedert, wobei die PI Besondere Dienste eine Sonderstellung einnimmt.
Leiterin der Polizeidirektion Hannover ist seit April 2023 Gwendolin von der Osten als Polizeipräsidentin. Ihr Vorgänger Volker Kluwe, der das Amt seit April 2013 innehatte, ging in den Ruhestand.

### Zentraler Kriminaldienst

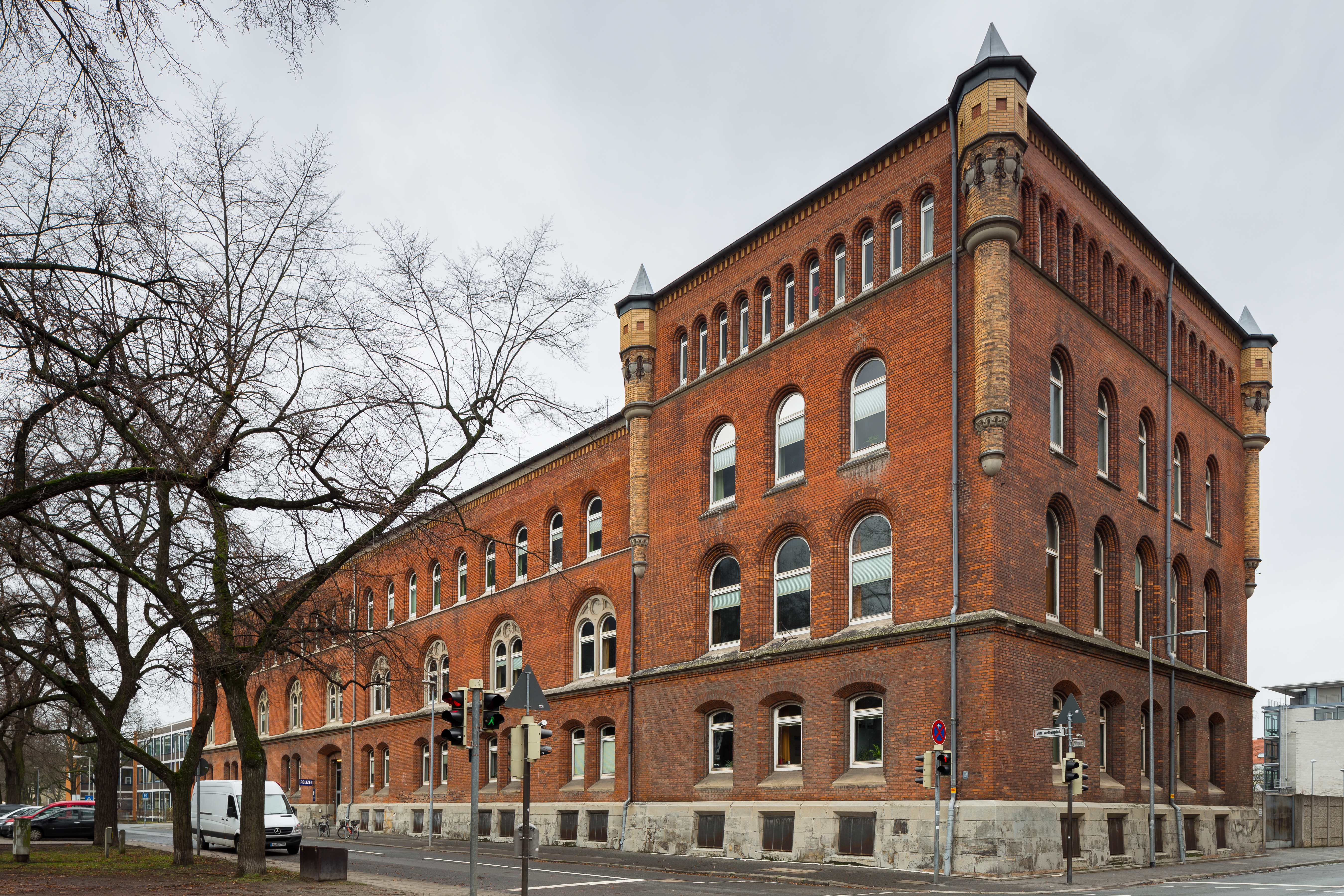
Sitz der Polizeiinspektion Hannover am Welfenplatz

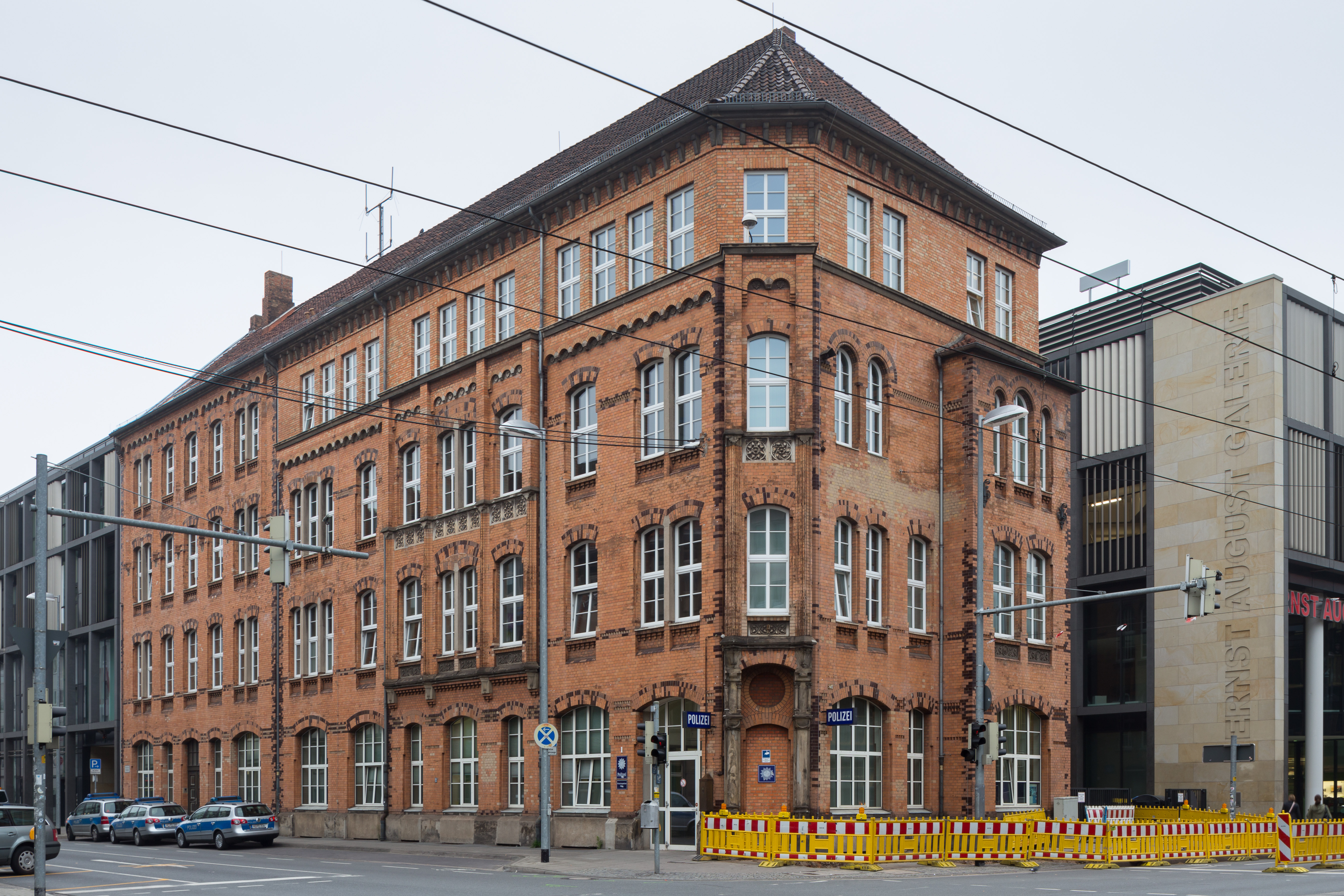
Herschelstraße 1, Sitz der Polizeikommissariat Mitte

Zum ZKD gehören die Kriminalfachinspektionen:
- Kriminalfachinspektion 1
  - 1.1 K – Straftaten gegen das Leben
  - 1.2 K – Brandstiftungen
  - 1.3 K – Sexualdelikte

- Kriminalfachinspektion 2
  - 2.1 K – Raub und Erpressungsdelikte
  - 2.2 K – Menschenhandel

- Kriminalfachinspektion 3
  - 3.1 K – Internetkriminalität
  - 3.2 K – Wirtschaftskriminalität
  - 3.3 K – Korruptions- und Amtsdelikte
  - 3.4 K – Versicherungsbetrug und Falschgelddelikte

- Kriminalfachinspektion 4
  - 4.1 K – Schutz politischer Veranstaltungen
  - 4.2 K – Politisch motivierte Straftaten
  - 4.3 K – Politisch motivierte Ausländerkriminalität

- Kriminalfachinspektion 5
  - 5.1 K – Kriminaldauerdienst und Kriminaltechnik
  - 5.2 K – Personen- und Sachfahndung, Kriminalaktenhaltung
  - 5.3 K – DNA-Bearbeitung, Datenverarbeitung

#### Zentrale Kriminalinspektion
Zur ZKI gehören die Fachkommissariate und Spezialeinheiten:
- Fachkommissariat 1 – Organisierte Kriminalität
- Fachkommissariat 2 – Bandenkriminalität
- Fachkommissariat 3 – Drogenkriminalität
- MEK

### Polizeiinspektionen
Bei den Polizeiinspektionen handelt es sich um:
| Polizeiinspektionen  | Burgdorf                                       | Garbsen | Hannover |
| Polizeikommissariate | Großburgwedel, Langenhagen, Lehrte, Mellendorf | Barsinghausen, Neustadt am Rübenberge, Ronnenberg, Seelze, Springe, Wunstorf                                        | Döhren, Laatzen, Lahe, Limmer, Misburg, Mitte, Nordstadt, Ricklingen, Stöcken, Südstadt                                   |
| Polizeistationen     | Altwarmbüchen, Sehnde, Uetze                   | Bennigsen, Berenbostel, Empelde, Gehrden, Hemmingen, Mandelsloh, Mardorf, Pattensen, Steinhude, Wennigsen (Deister) | Bemerode, Davenstedt, Kleefeld, List, Messe, Mittelfeld, Raschplatz (24h), Sahlkamp/Vahrenheide, Schützenplatz, Vinnhorst |

### Polizeiinspektion Besondere Dienste
Die PI Besondere Dienste ist als zentrale Einsatzorganisation für die gesamte Region Hannover zuständig. Ihr sind die sechs Verfügungseinheiten (der ehemals sechs Polizeiinspektionen), die Reiter- und Diensthundführerstaffel Hannover und der Zentrale Verkehrsdienst zugeordnet.

#### Zentraler Verkehrsdienst
Der ZVD gliedert sich in die Organisationsbereiche:
- Wasserschutzpolizeistation (WSPSt) Hannover
- Einsatz- und Streifendienst Bundesautobahn (ESD BAB)
- Kriminal- und Verkehrsermittlungsdienst (KVED)
- Spezialisierte Verfügungseinheit (SVE)
- Verkehrsunfalldienst (VUD)

Zudem ist die im März 2021 gegründete Fahrradstaffel dem ZVD angegliedert.

## Persönlichkeiten

### Behördenleiter
Der erste Leiter der 1809 gegründeten Polizeidirektion Hannover war von 1809 bis 1810 der Policeydirektor Heinrich August Meyer (1773–1836). Danach leiteten folgende Personen die Behörde:
- 1847–1866 Karl Wermuth[13]
- Dezember 1866[14] – September 1867: Georg Steinmann[15]
- 1867–1895 Hermann von Brandt (1828–1902, vorher Landrat in Danzig)[16]
- 1895–1903 Kurt Detloff Graf von Schwerin (Polizei-Präsident)
- 1903–1905 Otto von Steinmeister (Polizei-Präsident)
- 1905–1909 Kurd von Berg-Schönfeld (Polizei-Präsident)
- 1909–1928 Rudolf von Beckerath Polizei-Präsident
- 1928–1933 Erwin Barth (Polizei-Präsident)
- 1933 Viktor Lutze (Polizei-Präsident)
- 1933–1936 Johann Habben (Polizei-Präsident)[17]
- 1936–1943 Waldemar Geyer (Polizei-Präsident)
- 1943–1945 Erich Deutschbein (bis zum 8. Mai 1945) (Polizei-Präsident)
- 1945 Erwin Barth (ab Mai 1945)
- 1945–1946 Adolf Schulte (Leiter der Polizei)
- 1946 – Fritz Kiehne (Chef der Polizei)
- 1946–1951 Karl Brunke (Chef der Polizei)
- 1951–1953 Robert Meinke (Chef der Polizei)
- 1953–1959 John Westphal (Polizeipräsident)
- 1961–1969 Fritz Kiehne (Polizeipräsident)
- 1969–1978 Heinrich Boge (Polizeipräsident)
- 1979–1981 Wolfgang Kleine (Polizeipräsident)
- 1981–1983 Gottfried Walzer (Polizeipräsident)
- 1983–1987 Götz Kroneberg (Polizeipräsident)
- 1987–1993 Detlef Dommaschk (Polizeipräsident)
- 1993–1995 Herbert Sander (Polizeipräsident)
- 1995–2007 Hans-Dieter Klosa (Polizeipräsident)
- 2007–2011 Uwe Binias (Polizeipräsident)
- 2011–2013 Axel Brockmann (Polizeipräsident)
- 2013–2023  Volker Kluwe (Polizeipräsident)
- 2023-heute Gwendolin von der Osten (Polizeipräsidentin)

### Sonstige
- Heinrich Rätz (1884–1943), der Kriminalkommissar leitete die Ermittlungen gegen den Serienmörder Fritz Haarmann[18]